# Mississippi Mills
Mississippi Mills è un comune del Canada, situato nella provincia dell'Ontario, nella contea di Lanark.